# Lythronax
Lythronax („král násilí“) byl velkým masožravým dinosaurem (teropodem) z čeledi Tyrannosauridae, který žil asi před 80,6 – 79,9 miliony let (geologický stupeň kampán) na území dnešního Utahu v USA.

## Rozměry
Lythronax byl menším a geologicky starším příbuzným populárního tyranosaura, dosahoval asi třetinu jeho hmotnosti (kolem 2,5 tuny). Jeho délka činila asi 8 metrů a ve hřbetu dosahoval výšky kolem 2,4 metru. Gregory S. Paul však v roce 2016 odhadl velikost tohoto teropoda na pouhých 5 metrů délky a 500 kg hmotnosti.

## Popis
Lebka byla v poměru k lebkám ostatních tyranosauridů poměrně krátká a robustní. Lythronax patřil do vývojově pokročilé podčeledi Tyrannosaurinae, jejímž je v současnosti nejstarším známým zástupcem.

## Objev
Fosilie tohoto svrchnokřídového dinosaura byly objeveny v usazeninách geologického souvrství Wahweap na území Národního památníku Grand Staircase-Escalante. Popsán byl podle částečně zachované lebky a postkraniální kostry týmem amerických paleontologů v roce 2013. Typovým a jediným známým druhem je L. argestes.

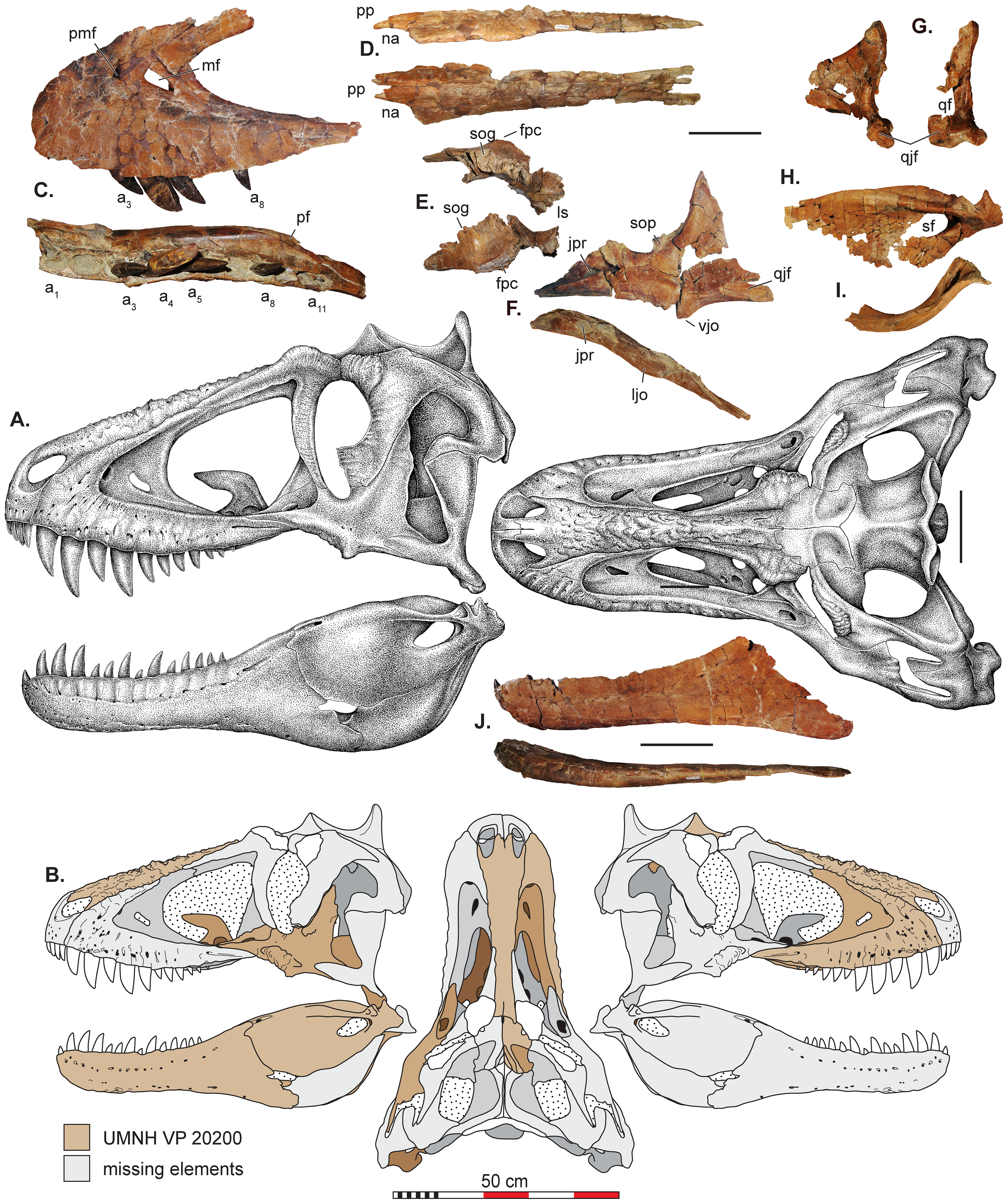
Lebka druhu Lythronax argestes.

## Systematické zařazení
Lythronax patří do podčeledi Tyrannosaurinae a jeho blízkými příbuznými jsou například (vyvojově primitivnější) rody Dynamoterror, Teratophoneus a Bistahieversor, ačkoliv jsou oba tyto rody geologicky mladší. Lythronax je nicméně blíže příbuzný obřím zástupcům rodu Tyrannosaurus ze Severní Ameriky a Tarbosaurus a Zhuchengtyrannus z Asie.
Blízce příbuzným taxonem tyranosauridního teropoda byl například druh Teratophoneus curriei známý z geologického souvrství Kaiparowits.